# Podjales
 Podjales  falu Horvátországban Zágráb megyében. Közigazgatásilag Gradechez tartozik.

## Fekvése
Zágrábtól 43 km-re, községközpontjától  3 km-re északkeletre, a megye északkeleti részén fekszik.

## Története
Az itt talált régészeti lelet alapján területén már az újkőkorban éltek emberek. 
A településnek 1857-ben 215, 1910-ben 313 lakosa volt. Trianonig Belovár-Kőrös vármegye Kőrösi járásához tartozott. 2001-ben 190 lakosa volt.

## Lakosság
| Lakosság változása | Lakosság változása | Lakosság változása | Lakosság változása | Lakosság változása | Lakosság változása | Lakosság változása | Lakosság változása | Lakosság változása | Lakosság változása | Lakosság változása | Lakosság változása | Lakosság változása | Lakosság változása | Lakosság változása |  |
| ------------------ | ------------------ | ------------------ | ------------------ | ------------------ | ------------------ | ------------------ | ------------------ | ------------------ | ------------------ | ------------------ | ------------------ | ------------------ | ------------------ | ------------------ |  |
| 1857               | 1869               | 1880               | 1890               | 1900               | 1910               | 1921               | 1931               | 1948               | 1953               | 1961               | 1971               | 1981               | 1991               | 2001               |  |
| 215                | 224                | 240                | 270                | 320                | 313                | 304                | 303                | 308                | 318                | 300                | 267                | 214                | 195                | 190                |  |

## Nevezetességei
- Páduai Szent Antal tiszteletére szentelt kápolnája.
- Jézus szíve tiszteletére szentelt kápolnája.

## Külső hivatkozások
Gradec község hivatalos oldala